# Kỳ Liên
Kỳ Liên là một phường thuộc thị xã Kỳ Anh, tỉnh Hà Tĩnh, Việt Nam.

## Địa lý
Phường Kỳ Liên nằm ở phía đông thị xã Kỳ Anh, có vị trí địa lý:
- Phía đông giáp phường Kỳ Phương
- Phía tây và phía bắc giáp phường Kỳ Long
- Phía nam giáp tỉnh Quảng Bình.

Phường Kỳ Liên có diện tích 12,86 km², dân số năm 2024 là 6.539 người, mật độ dân số đạt 508 người/km².

## Lịch sử
Ngày 8 tháng 9 năm 1986, Hội đồng Bộ trưởng ban hành Quyết định số 105-HĐBT về việc thành lập xã Kỳ Liên thuộc huyện Kỳ Anh trên cơ sở 1.600 ha diện tích tự nhiên và 1.340 người của xã Kỳ Long; 150 ha diện tích tự nhiên và 383 người của xã Kỳ Phương.
Sau khi thành lập, xã Kỳ Liên có 1.750 ha diện tích tự nhiên và dân số là 1.723 người.
Ngày 10 tháng 4 năm 2015, Ủy ban Thường vụ Quốc hội ban hành Nghị quyết 903/NQ-UBTVQH13 về việc:
- Thành lập thị xã Kỳ Anh thuộc tỉnh Hà Tĩnh trên cơ sở một phần diện tích và dân số của huyện Kỳ Anh.
- Thành lập phường Kỳ Liên thuộc thị xã Kỳ Anh trên cơ sở toàn bộ 1.290,2 ha diện tích tự nhiên và 7.146 người của xã Kỳ Liên.

## Giao thông
Trên địa bàn phường Kỳ Liên có Quốc lộ 1 đi qua.